# Джорджтаун (Коннектикут)
Джорджтаун (англ. Georgetown) — переписна місцевість (CDP) в США, в окрузі Ферфілд штату Коннектикут. Населення — 1832 особи (2020).

## Географія
Джорджтаун розташований за координатами 41°14′31″ пн. ш. 73°26′8″ зх. д. / 41.24194° пн. ш. 73.43556° зх. д. (41.241985, -73.435673).  За даними Бюро перепису населення США в 2010 році переписна місцевість мала площу 7,49 км², з яких 7,44 км² — суходіл та 0,05 км² — водойми.

## Демографія
Згідно з переписом 2010 року, у переписній місцевості мешкало 1805 осіб у 670 домогосподарствах у складі 493 родин. Густота населення становила 241 особа/км².  Було 708 помешкань (94/км²).
Расовий склад населення:
| - 91,6 % — білих - 4,3 % — азіатів - 1,8 % — чорних або афроамериканців - 1,0 % — осіб інших рас |

До двох чи більше рас належало 1,3 %. Частка іспаномовних становила 5,7 % від усіх жителів.
За віковим діапазоном населення розподілялося таким чином: 27,3 % — особи молодші 18 років, 61,5 % — особи у віці 18—64 років, 11,2 % — особи у віці 65 років та старші. Медіана віку мешканця становила 43,0 року. На 100 осіб жіночої статі у переписній місцевості припадало 102,6 чоловіків;  на 100 жінок у віці від 18 років та старших — 98,5 чоловіків також старших 18 років.
Середній дохід на одне домашнє господарство  становив 150 871 долар США (медіана — 98 750), а середній дохід на одну сім'ю — 173 159 доларів (медіана — 110 438). Медіана доходів становила 101 250 доларів для чоловіків та 72 466 доларів для жінок. За межею бідності перебувало 4,1 % осіб, у тому числі 0,0 % дітей у віці до 18 років та 4,7 % осіб у віці 65 років та старших.
Цивільне працевлаштоване населення становило 972 особи. Основні галузі зайнятості: фінанси, страхування та нерухомість — 17,3 %, освіта, охорона здоров'я та соціальна допомога — 17,0 %, науковці, спеціалісти, менеджери — 13,6 %, виробництво — 12,2 %.